# Cynanchum implicatum
Cynanchum implicatum är en oleanderväxtart som beskrevs av Jumelle och Perrier. Cynanchum implicatum ingår i släktet Cynanchum och familjen oleanderväxter. Inga underarter finns listade i Catalogue of Life.